# Viktória Mihályvári-Farkas
Viktória Mihályvári-Farkas (Budapest, 26 novembre 2003) è una nuotatrice ungherese, vincitrice di un argento mondiale e di tre medaglie d'oro europee tra vasca e fondo.

## Palmarès
- Mondiali

Singapore 2025: bronzo nella 6km a squadre.
- Europei

Budapest 2021: argento nei 400m misti.
Roma 2022: oro nei 400m misti, argento nei 1500m sl.
Cittavecchia 2025: oro nella 10km e nella 6km a squadre, argento nella 5km.
- Europei giovanili

Kazan 2019: argento nei 400m misti e bronzo nei 1500m sl.